# ليو رانكين
ليو رانكين (بالإنجليزية: Leo Rankin)‏ هو لاعب كرة قدم أسترالية أسترالي، ولد في 8 أكتوبر 1879 في East Melbourne ‏ في أستراليا، وتوفي في 10 مايو 1917 في Wareham, Dorset ‏ في المملكة المتحدة بسبب التهاب كبدي.

## وصلات خارجية
- ليو رانكين على موقع AustralianFootball.com (الإنجليزية)
- ليو رانكين على موقع AFLtables.com (الإنجليزية)